# شاهزاده‌نشین پریاسلاف
شاهزاده‌نشین پریاسلاف (اوکراینی: Переяславське князівство) یک شاهزاده‌نشین منطقه‌ای در فدراسیون روس کیف از پایان سده نهم میلادی تا سال ۱۳۲۳ میلادی بود و مقر آن شهر پریاسلاف-خملنیتسکیی کنونی در ساحل رود تروبیژ بود.